# Damasławek (plaats)
Damasławek is een dorp in het Poolse woiwodschap Groot-Polen, in het district Wągrowiecki. De plaats maakt deel uit van de gemeente Damasławek en telt 2500 inwoners.

## Verkeer en vervoer
- Station Damasławek